# Jacek Wilczur
Jacek Edward Wilczur (ur. 25 grudnia 1925 we Lwowie, zm. 25 września 2018 w Warszawie) – polski historyk, prawnik i politolog, specjalista w zakresie niemcoznawstwa, członek Głównej Komisji Badania Zbrodni Hitlerowskich w Polsce, badacz podziemnego kompleksu Riese, żołnierz i egzekutor Armii Krajowej w Górach Świętokrzyskich oraz Batalionów Chłopskich.

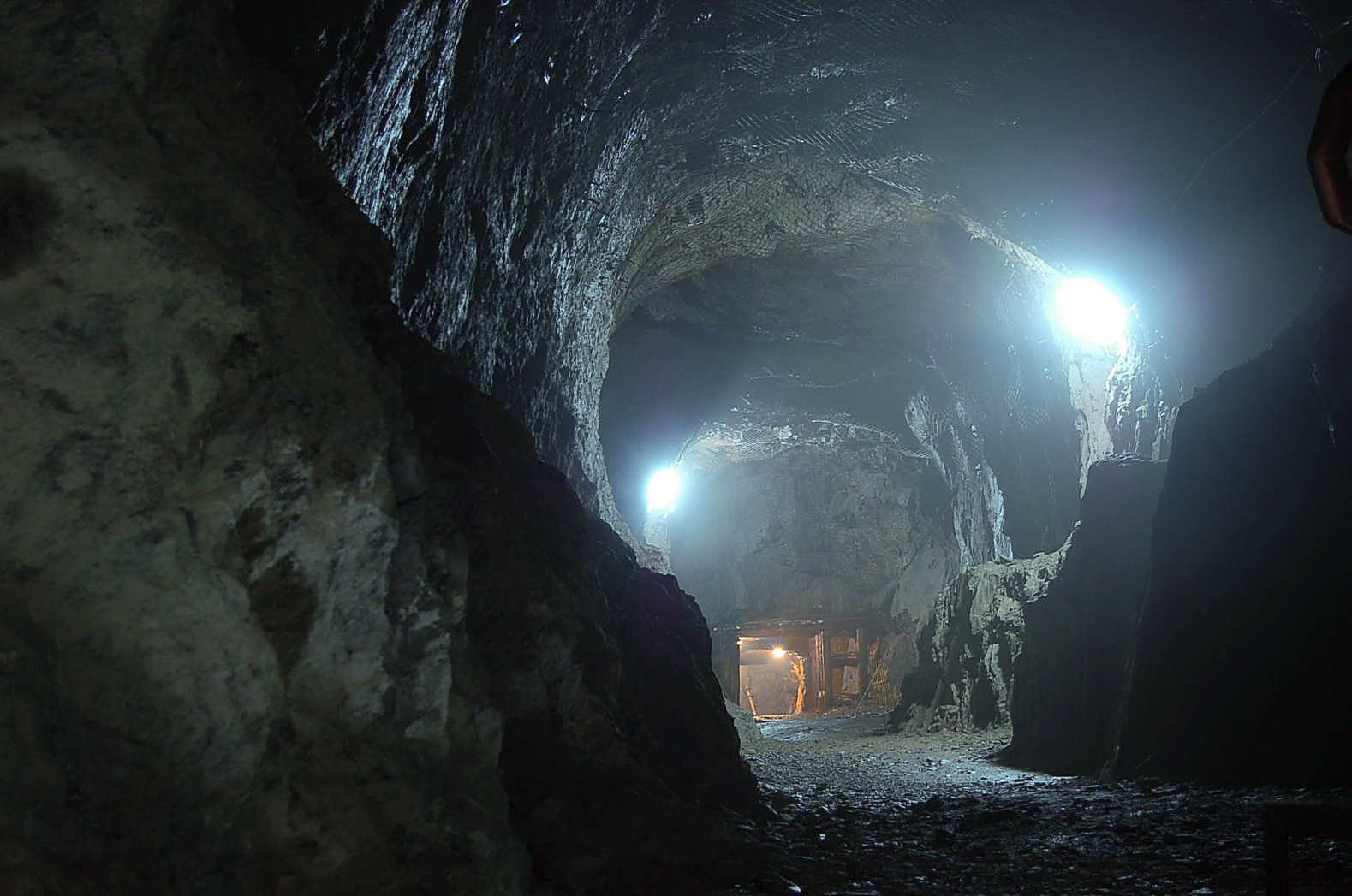
Podziemia kompleksu „Riese” w Osówce

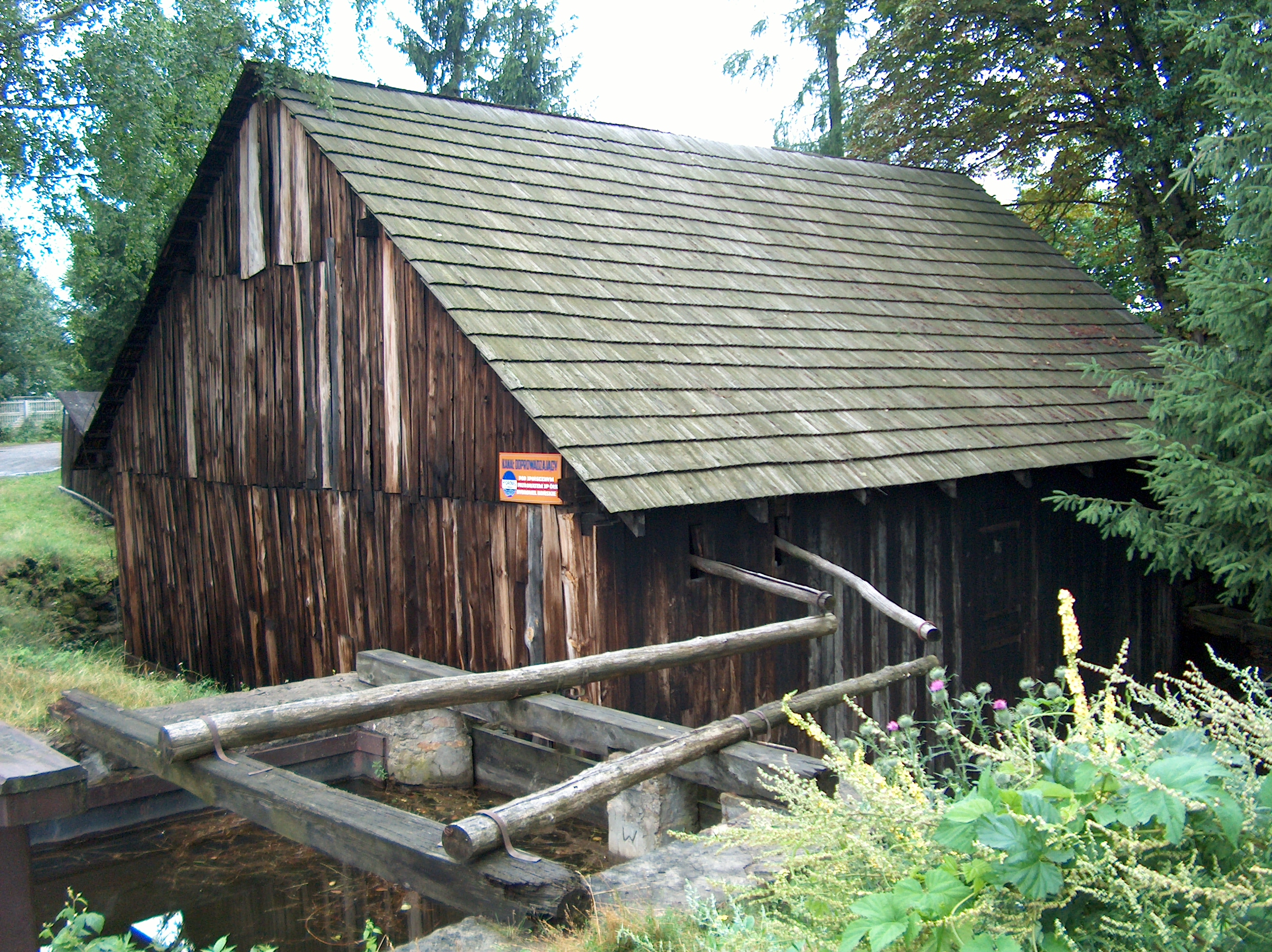
Kuźnia wodna w Starej Kuźnicy, w której ukrywał się dr Jacek E. Wilczur podczas wojny

## Życiorys
Całą rodzinę stracił podczas wojny. Był jednym z najmłodszych żołnierzy Zgrupowań Partyzanckich Kedywu Armii Krajowej w okręgu radomsko-kieleckim „Jodła” pod dowództwem Jana Piwnika ps. „Ponury” walczącego w Górach Świętokrzyskich oraz oddziału specjalnego Batalionów Chłopskich. W wieku 16 lat na swoją prośbę został wcielony do grupy egzekucyjnej, w której wykonywał wydane przez podziemne sądy wyroki śmierci na nazistach, kolaborantach oraz pospolitych przestępcach. Ukrywał się w kuźni wodnej w Starej Kuźnicy, w której został uratowany i operowany przez Adama Niewęgłowskiego, kowala ratującego od zagłady Polaków, Żydów oraz jeńców radzieckich zbiegłych z niewoli.
Dwukrotnie ranny w bezpośrednich starciach z Niemcami, dwukrotnie odznaczony Krzyżem Walecznych. Dwukrotnie został skazany na karę śmierci i trafił do celi śmierci.
Po wojnie ukończył dwie wyższe uczelnie, uzyskał doktorat na Wydziale Historycznym Uniwersytetu Warszawskiego. Pracował w Głównej Komisji Badania Zbrodni Hitlerowskich w Polsce. W latach sześćdziesiątych eksplorował poniemiecki, podziemny kompleks Riese w Górach Sowich na Dolnym Śląsku. Przesłuchiwał tam świadków oraz badał przeznaczenie tego największego projektu górniczo-budowlanego hitlerowskich Niemiec. Brał również udział w poszukiwaniu zrabowanej przez nazistów i do dzisiaj zaginionej Bursztynowej Komnaty. Opublikował w kraju i za granicą ponad trzydzieści książek poświęconych tematyce II wojnie światowej, ludobójstwu hitlerowskiemu, a także ok. 2000 artykułów prasowych, z czego ok. 600 poświęconych zagładzie narodów polskiego i żydowskiego, losom więźniów i jeńców wojennych w obozach niemieckich.
Przyczynił się do oskarżenia i skazania na śmierć w Jerozolimie w kwietniu 1988 ukraińskiego zbrodniarza wojennego, Iwana Demianiuka.
W wyborach samorządowych w 1994 uzyskał mandat radnego gminy Warszawa-Centrum z listy Unii Pracy.
W maju 2015 wystąpił w krótkometrażowym filmie dokumentalnym pt. Wilczur wyprodukowanym przez telewizję TVN24, w którym pierwszy raz przed kamerą opowiedział o wykonywaniu wyroków śmierci oraz odkryciach dokonanych podczas ekspedycji w Góry Sowie.

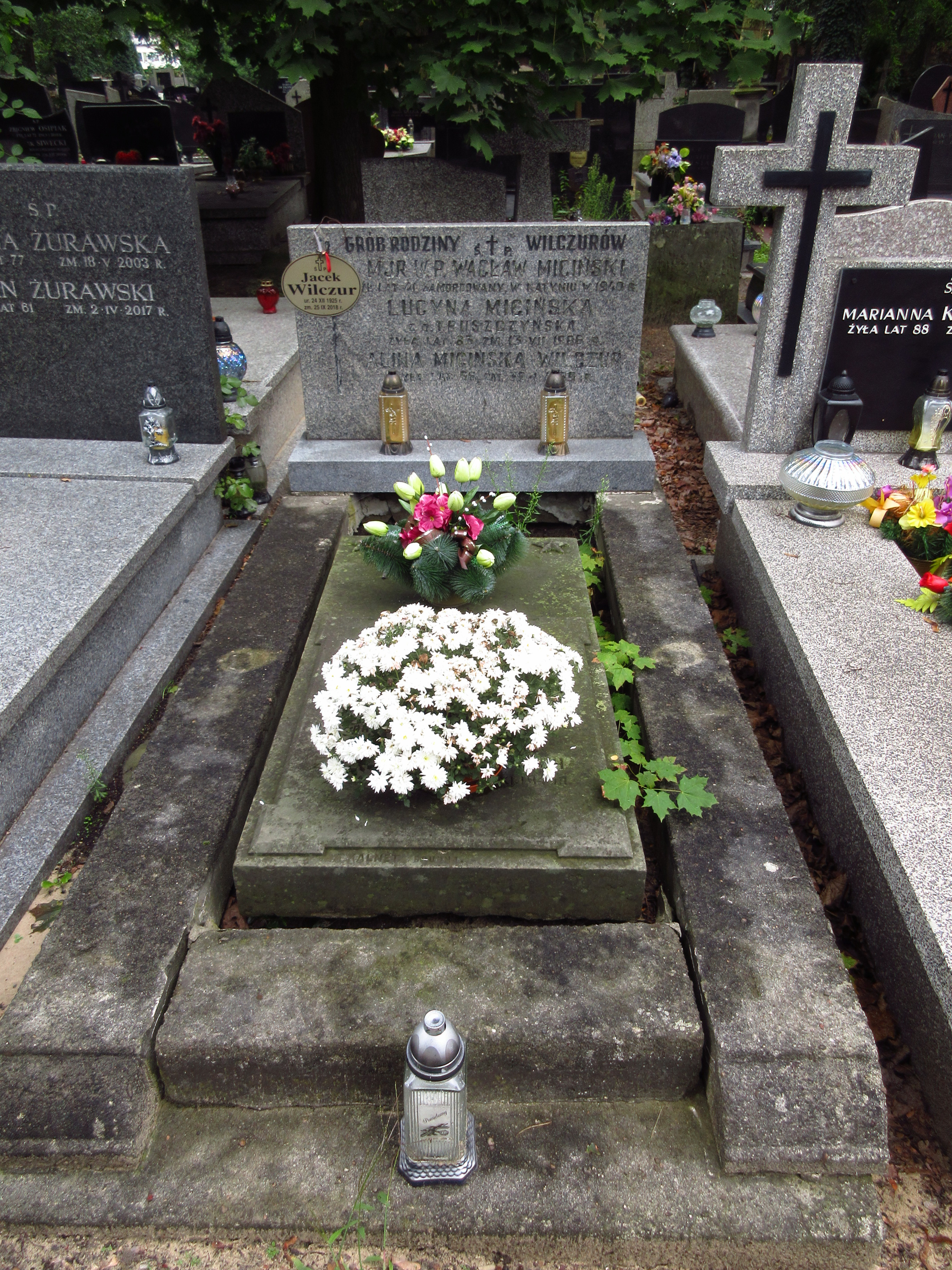
Grób Jacka Wilczura na Cmentarzu Bródnowskim.

Zmarł 25 września 2018 r. w Warszawie i został pochowany na cmentarzu Bródnowskim (kwatera 25H-7-24).

## Ordery i odznaczenia
- Krzyż Walecznych – dwukrotnie

## Publikacje
- Śmiertelny sojusz Hitler-Mussolini (Niewola i zagłada jeńców włoskich w niemieckich obozach jenieckich na ziemiach polskich, wrzesień 1943-maj 1945), Agencja Wydawnicza CB, Warszawa 2001 ISBN 83-86245-71-9
- Ścigałem Iwana "Groźnego" Demianiuka, Wrocław 2009, Wydawnictwo Nortom ISBN 978-83-89684-42-4